# Политический Uber
Политический Uber — проект политиков Дмитрия Гудкова и Максима Каца по помощи молодым и перспективным кандидатам в регистрации на муниципальных выборах и ведении предвыборных кампаний.

## Название
Проект получил популярность именно под таким названием из-за аналогии с популярным сервисом такси. Название олицетворяет максимальное упрощение пользовательского опыта, в том числе с помощью информационных технологий с элементами геймификации: например, переусложнённую задачу подачи документов для регистрации в качестве кандидата на выборах в «политическом Убере» представили в виде квеста.

## Цели проекта
Если вы против Путина, мы вам поможемМаксим Кац
По словам Каца, доступ к участию в политике в России слишком переусложнён, это бывает трудно даже для предпринимателей с деньгами, не говоря уже о менее социально защищенных слоях насиления, например, пенсионерах. По мнению Каца, такие сложности созданы действующей властью преднамеренно. Цель «политического Uber'а» — устранить подобные сложности, упростить доступ к выборам для всех желающих.
По словам Гудкова, проект ориентирован на новичков в политике, которые не знают, как собирать подписи, оформлять подписные листы, решать другие подобные задачи, и только с помощью «уберизации» процесса могут успешно пройти регистрацию и получить шансы избраться депутатами. Также со слов Гудкова, проект ориентировался на людей, недовольных тем, что власти их не слышат. Таким людям «политический Uber» предложил удобную инфраструктуру для того, чтобы выдвигуться кандидатами самостоятельно, чтобы в дальнейшем, в случае избрания, начать влиять на ситуацию сперва в собственных районах, а затем и в масштабах страны. В проект приглашались противники Владимира Путина и сторонники европейского пути развития.

## Кампания в Москве
В 2017 году «Политический Uber» впервые заработал на муниципальных выборах в Москве под брендом «Объединённые демократы».
Из 266 депутатов, поддержанных проектом, 177 были выдвинуты партией «Яблоко», что сделало партию второй в городе по количеству депутатских мандатов. Комментируя результаты выборов для «Яблока», Григорий Явлинский назвал Максима Каца «эффективным союзником» и отметил привлечение интереса молодёжи к выборам.
В качестве одного из ключевых методов агитации использовался поквартирный обход избирателей, что позволило, по словам Гудкова, компенсировать замалчивание выборов властями. В итоге 267 из 1046 кандидатов проекта стали депутатами в 62 районах. Кандидаты от «политического Uber'а» получили около 20% голосов, а в 7 районах Москвы не было избрано ни одного кандидата от «Единой России».
Позже, в январе 2018 года, Дмитрий Гудков разорвал сотрудничество с Максимом Кацем из-за разногласий относительно «Яблока» и проекта по наблюдению за выборами.

## Кампания в Петербурге
В 2019 году, перед муниципальными выборами в Санкт-Петербурге, проект разделился: Максим Кац организовал свой штаб поддержки кандидатов на базе партии Яблоко, а Дмитрий Гудков, в свою очередь, передал бренд «Объединенные демократы» общественной организации Открытая Россия, организовавшей штаб под прежним названием. Также в 2019 году в Петербурге аналогичные функции поддержки кандидатов выполнял петербуржский Штаб Навального под собственным брендом spb.vote.
В штаб Яблока поступило около 1800 заявок на выдвижение, проводился строгий отбор кандидатов по их политическим взглядам. По словам Максима Каца, имели место фальсификации итогов выборов. В результате кампании депутатами избраны 99 человек в 31 округе города.